# San Nicolás, Tonalá
San Nicolás är en ort i Mexiko.   Den ligger i kommunen Tonalá och delstaten Chiapas, i den sydöstra delen av landet, 700 km sydost om huvudstaden Mexico City. San Nicolás ligger 22 meter över havet och antalet invånare är 628.
Terrängen runt San Nicolás är huvudsakligen platt, men åt nordost är den kuperad. Runt San Nicolás är det ganska glesbefolkat, med 50 invånare per kvadratkilometer. Närmaste större samhälle är Tonalá, 6,5 km nordost om San Nicolás. Omgivningarna runt San Nicolás är en mosaik av jordbruksmark och naturlig växtlighet.